# Vilhelm 1. af Holland
Vilhelm I (født omkring 1167 i Haag, død 4. februar 1222) var en hollandsk greve og korstogsfarer.
Vilhelm fulgte med sin fader, Floris III, på det 3. korstog, under hvilket denne døde (1190), og var med ved erobringen af Akko (1191). Efter hjemkomsten lå han i stadige fejder med sin broder, greve Dirk VII, og blev efter hans død (1203) greve af Holland, dog først efter hårdnakkede kampe. Han deltog sammen med greven af Flandern og andre i krige mod Frankrig, blev taget til fange i slaget ved Bouvines i 1214 og måtte betale byrdefulde løsepenge.
I 1217 besluttede han sig for et nyt korstog. Med 12 større og 58 mindre skribe stak han i maj samme år til søs, forenede sig med norske, tyske og engelske korsfarere og fik ledelsen over hele den förenede flåde, som først sejlede til Portugal, hvor korsfarerne bekæmpede morerne, og efterfølgende rettede kursen mod Egypten, hvor Damietta blev indtaget i 1218 under det 5. korstog. Derefter vendte Vilhelm tilbage til Holland. Han blev efterfulgt af sin og Adas af Gelderland søn Floris IV.